# Rietavas
Rietavas is een stad in het Litouwse district Telšiai. Het is de hoofdplaats van de gelijknamige gemeente en telt ongeveer 3900 inwoners. Het kreeg in 1792 stadsrechten.

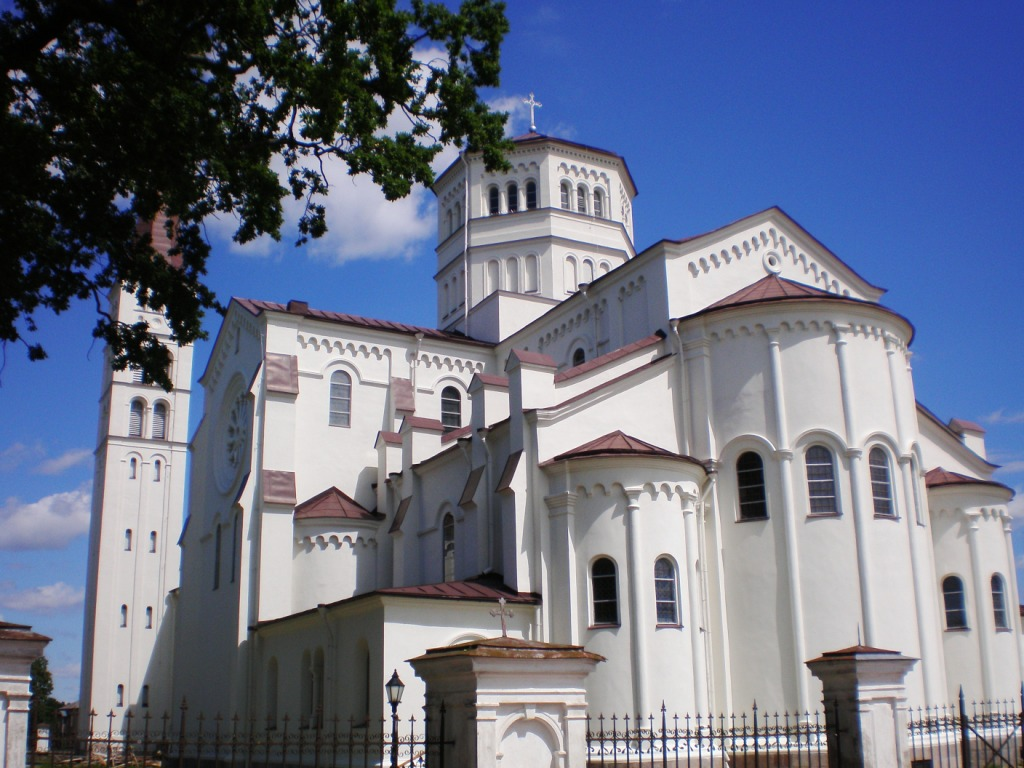
Kerk van Rietavas

## Geboren
- Diana Žiliūtė (1976), Litouws wielrenster